# Cantonul Tours-Centre
Cantonul Tours-Centre este un canton din arondismentul Tours, departamentul Indre-et-Loire, regiunea Centru, Franța.